# Ljudmyla Staryzka-Tschernjachiwska

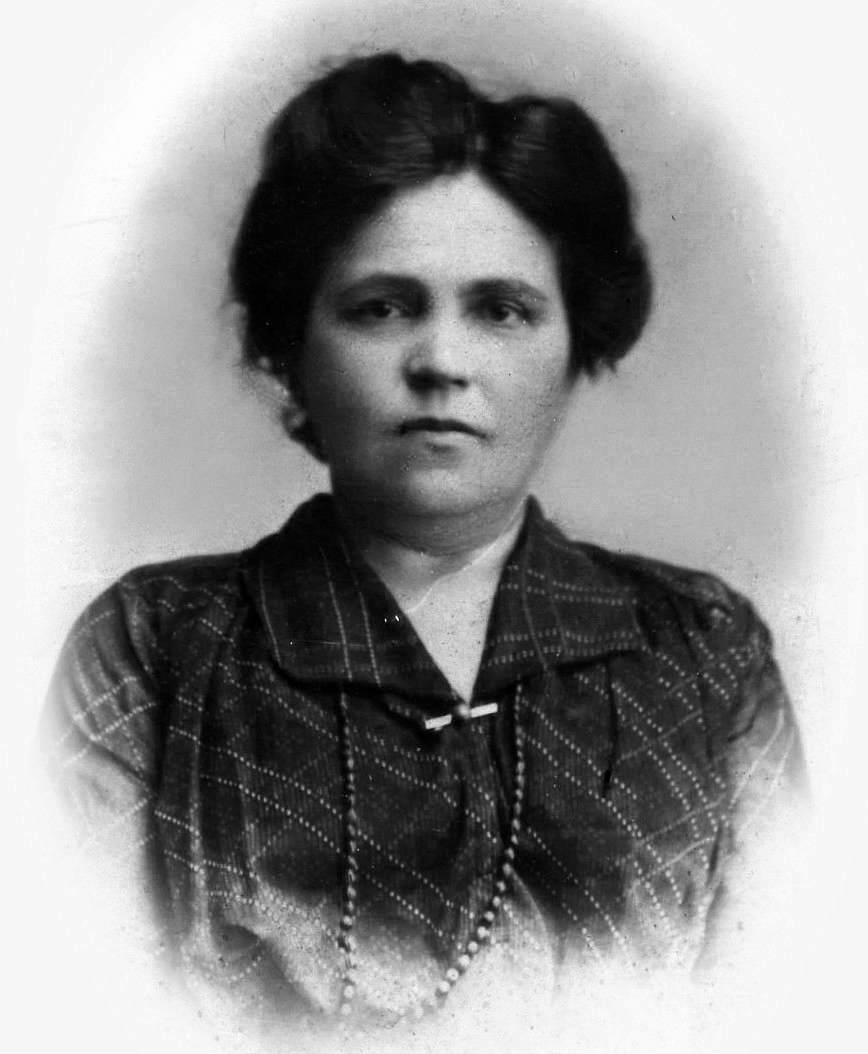
Ljudmyla Staryzka-Tschernjachiwska

Ljudmyla Mychajliwna Staryzka-Tschernjachiwska (ukrainisch Людмила Михайлівна Старицька-Черняхівська; * 17. Augustjul. / 29. August 1868greg. in Kiew, Russisches Kaiserreich; † 1941, Ort unbekannt, Sowjetunion) war eine ukrainische Autorin, Übersetzerin und Kritikerin.

## Familie
Ljudmyla Staryzka wuchs in einer Familie der Intelligenzija mit ukrainischem Selbstverständnis auf. Ihr Vater war der ukrainische Kulturaktivist, Schriftsteller, Dichter und Dramatiker Mychajlo Staryzkyj (1840–1904). Ihre Mutter Sofia war die Schwester des großen ukrainischen Komponisten, Pianisten und Dirigenten Mykola Lyssenko (1842–1912).

## Leben
Liudmyla wurde an einer Privatschule unterrichtet. Als Schülerin schrieb sie den Roman „Für die Ukraine“ und satirische Gedichte über die Schulleiterin und deren Mann. 1888–1893 war sie Mitglied des Literaturzirkels „Плея́да“ (Plejada).
Ihr Ehemann Oleksandr Tschernjachiwskyi (1869–1939) war Professor der Histologie in Kiew und eine Person des öffentlichen Lebens. Er war der erste Vorsitzende der Union der ukrainischen Ärzte und einer der Autoren des „Russisch-Ukrainischen Wörterbuchs“ (Kiew, 1920). Neben der Ausarbeitung der ukrainischen medizinischen Terminologie, übersetzte er auch künstlerische und sozialwissenschaftliche Literatur: Beispielsweise Heines Harzreise, Schillers Räuber oder Friedrich Engels Ludwig Feuerbach und der Ausgang der klassischen deutschen Philosophie.
Während des Ersten Weltkriegs arbeitete Staryzka als Krankenschwester im Lazarett. 1917 wurde sie in den ukrainischen Zentralna Rada gewählt und engagierte sich für die Gründung eines „Ukrainischen National Theaters“. Als Vertreterin des Ministeriums für Bildung hielt sie 1918 eine der Reden bei der Eröffnung der ukrainischen Staatsuniversität in Kamenez-Podolsk. 1919 war sie Mitbegründer und stellvertretende Leiterin des Nationalen Rates der ukrainischen Frauen in Kamenez-Podolsk. Dann arbeitete sie für die Nationale Akademie der Wissenschaften der Ukraine.

## Verhaftung und Tod
1930 wurde sie zum ersten Mal verhaftet und in einem Schauprozesses gegen die Union für die Befreiung der Ukraine mit ihrem Ehemann und 43 anderen Angeklagten verurteilt. Sie wurde für fünf Jahre nach Stalino (heute Donezk) verbannt und konnte 1936 nach Kiew zurückkehren. 
Ihre Tochter Weronika Tschernjachiwska (Вероні́ка Олекса́ндрівна Черняхі́вська, 1900–1938) war Dichterin und übersetzte ebenfalls. Sie wurde 1929 und 1938 verhaftet. Am 22. September 1938 wurde sie zum Tode verurteilt und am selben Tag hingerichtet.
Im Juni 1941 wurde Staryzka-Tschernjachiwska mit ihrer Schwester verhaftet und antisowjetischer Aktivitäten beschuldigt. Die 73-Jährige wurde unter anderem gefoltert. Sie starb während der Deportation nach Kasachstan. Ihr Körper wurde an einem unbekannten Ort aus dem Zug geworfen. Erst im August 1989 wurde sie posthum rehabilitiert. 
Ihre jüngere Schwester Oksana Steschenko (Окса́на Миха́йлівна Стеше́нко, 1875–1942) war Schriftstellerin, Übersetzerin und Lehrerin. Sie wurde ebenfalls verbannt und starb in einem sowjetischen Gulag in Kasachstan.
Die drei Frauen sind Vertreterinnen der „hingerichteten Wiedergeburt“ (ukr. Розстріляне відродження).

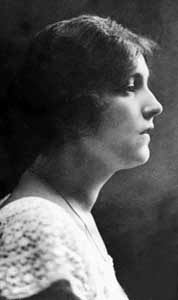
Tochter Weronika (1918)
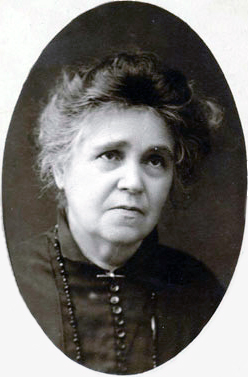
Liudmyla Staryzka-Tschernjachiwska
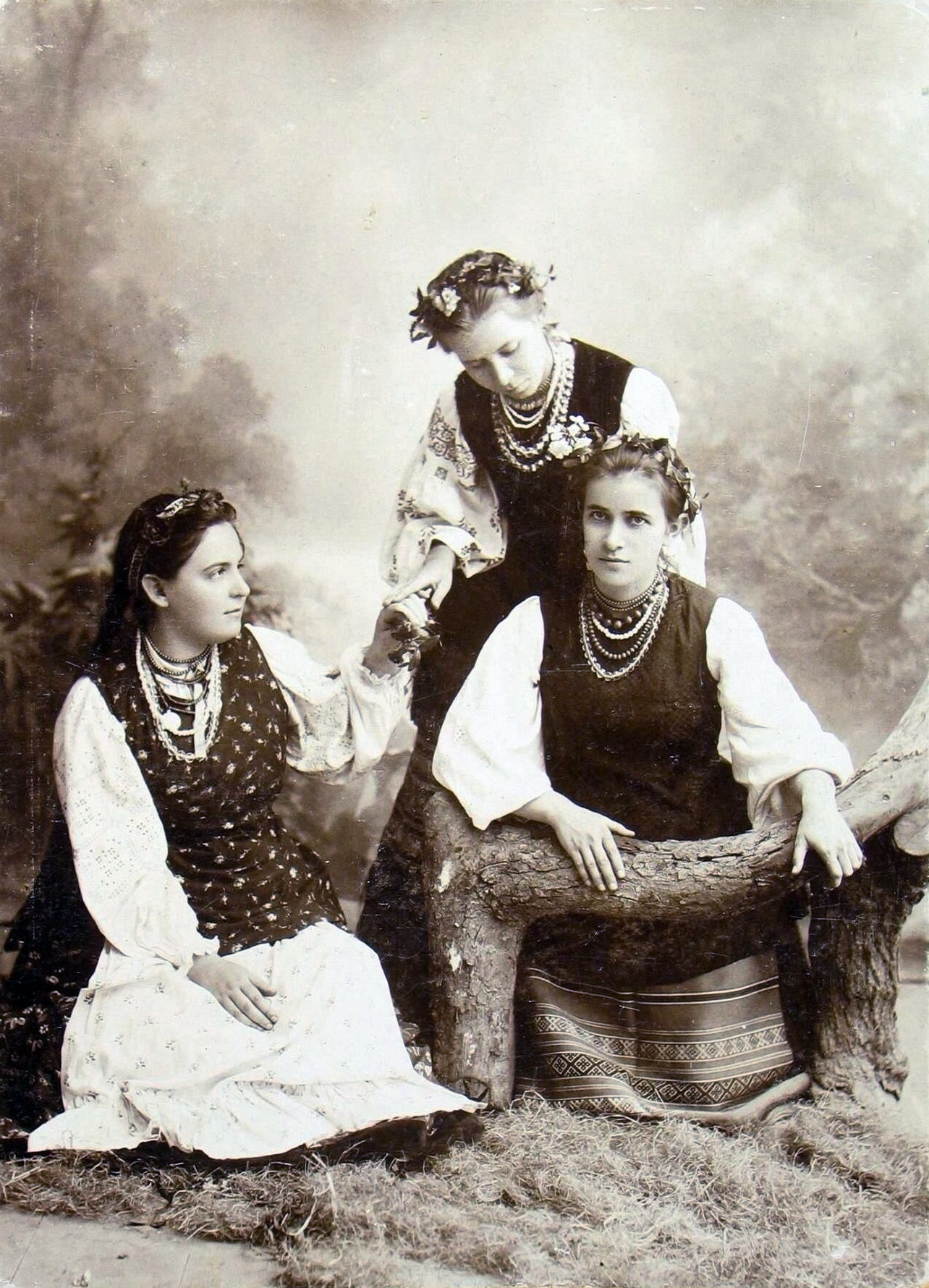
Schwester Oksana (links)

## Hauptwerke
Staryzka-Tschernjachiwsk schrieb Poesie, Prosa, Dramen, Erinnerungen und Literaturkritiken für zahlreiche Publikationen einschließlich des Lemberger Almanachs Pershyi Vinok.

### Dramen
- 1913 – Flügel („Kryla“)
- 1917 – Die letzte Garbe („Ostanniy snip“)
- 1918 – Hetman Petro Doroshenko
- 1926 – Bandit Karmeliuk („Rozbiynyk Karmeliuk“)
- 1927 – Ivan Mazepa

### Erinnerungen
- Fünfundzwanzig Jahre des ukrainischen Theaters. Reflexionen und Gedanken. („Dvadtsiat pyat rokiv ukrainskoho teatru. Spohady ta dumky.“)
- Momente von Lessja Ukrajinkas Leben („Khvylyny zhyttia Lesi Ukrainky“)
- Erinnerungen an M. Lyssenko („Spohady pro M. Lysenka“)
- V. Samiylenko. Im Gedenken an einen Freund. („V. Samiylenko. Pamyati tovarysha“).

### Weitere Arbeiten
- 1893 – Vor dem Sturm („Pered bureiu“), ein historischer Roman, der in Fortsetzungen in der Prawda (Lemberger Ausgabe) 1893–1894 veröffentlicht wurde. Der Roman blieb unvollendet.
- 1899 – Das lebendige Grab („Zhyva Mohyla“), ihr erstes großes Werk. Der Roman wurde in der Zeitschrift Kyivan Antiquity veröffentlicht. Das Thema des Romans ist die Liebe von zwei jungen Menschen. Die Geschichte ist mit den Elementen der ukrainischen Folklore und Legenden verknüpft.
- 1929 – Diamond Ring („Diamantovyi persten“), sechs Wochen vor ihrer ersten Verhaftung beendet. Das Manuskript blieb für 64 Jahre unveröffentlicht, bis es 1993 in der Zeitschrift Zona erschien.

### Fremdsprachige Ausgaben
- Liudmyla Starytska-Cherniakhivska: The Living Grave: A Ukrainian Legend. (Executed Renaissance Book 2), Sova Books eBook, 2015.